# Peintre
Peintre ist eine französische Gemeinde im Département Jura in der Region Bourgogne-Franche-Comté. Sie gehört zum Arrondissement Dole und zum Kanton Authume.
Peintre grenzt im Nordosten an Pointre, im Osten an Frasne-les-Meulières, im Süden an Chevigny, im Westen an Auxonne und im Nordwesten an Flammerans (die beiden letztgenannten Nachbargemeinden befinden sich im Département Côte-d’Or).

## Bevölkerungsentwicklung
| Jahr                       | 1962 | 1968 | 1975 | 1982 | 1990 | 1999 | 2008 | 2017 |
| -------------------------- | ---- | ---- | ---- | ---- | ---- | ---- | ---- | ---- |
| Einwohner                  | 148  | 131  | 120  | 114  | 131  | 135  | 135  | 127  |
| Quellen: Cassini und INSEE |      |      |      |      |      |      |      |      |

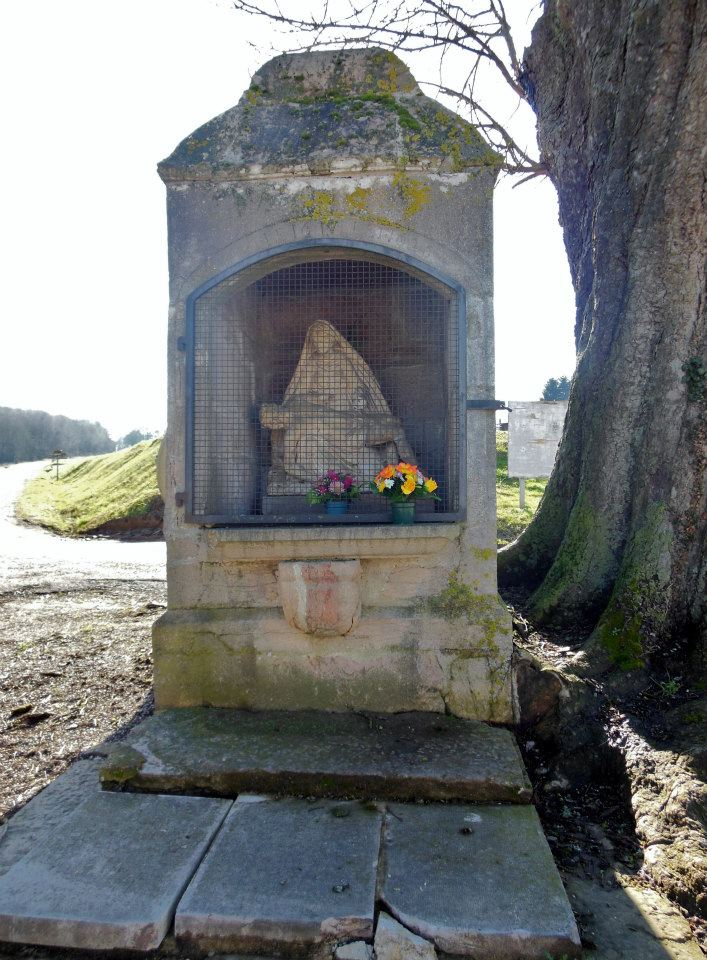
Bildstock „Piéta de Peintre“
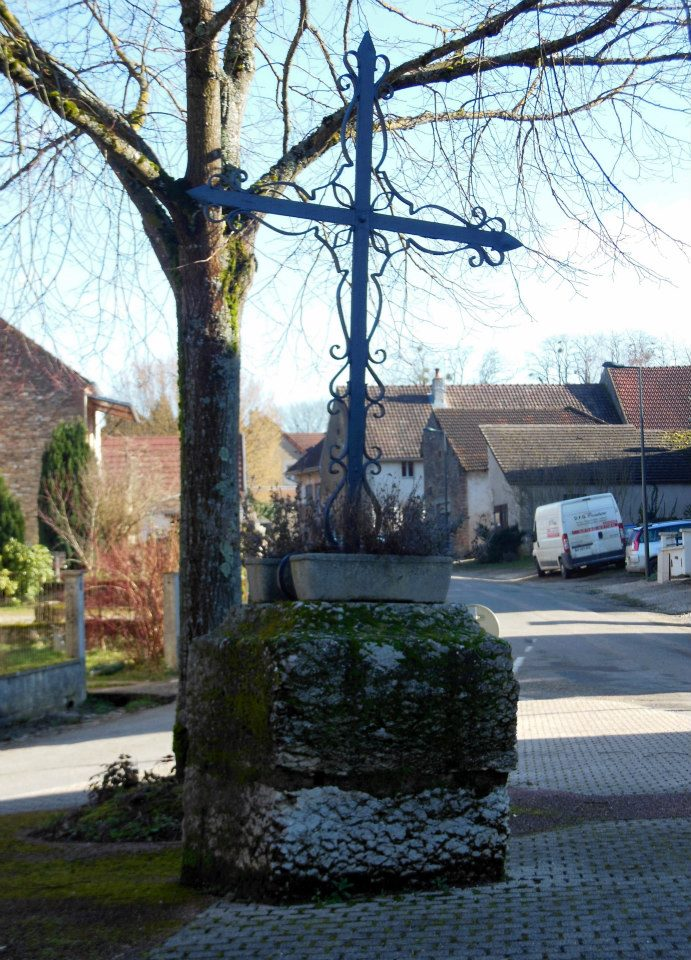
Wegkreuz aus dem 19. Jahrhundert
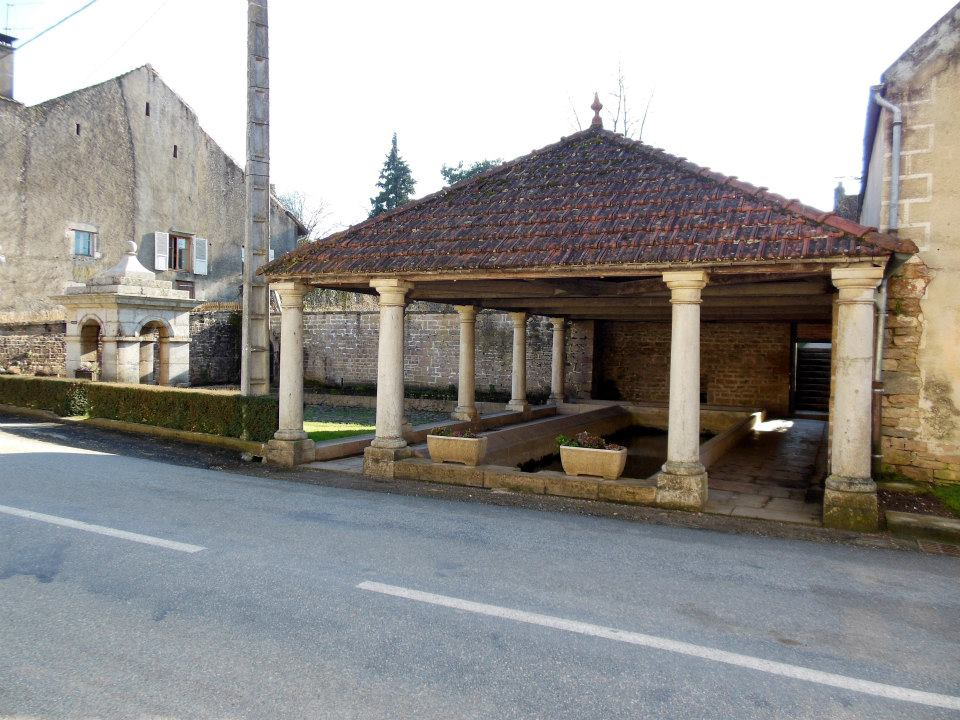
„Lavoir de Peintre“, Monument historique
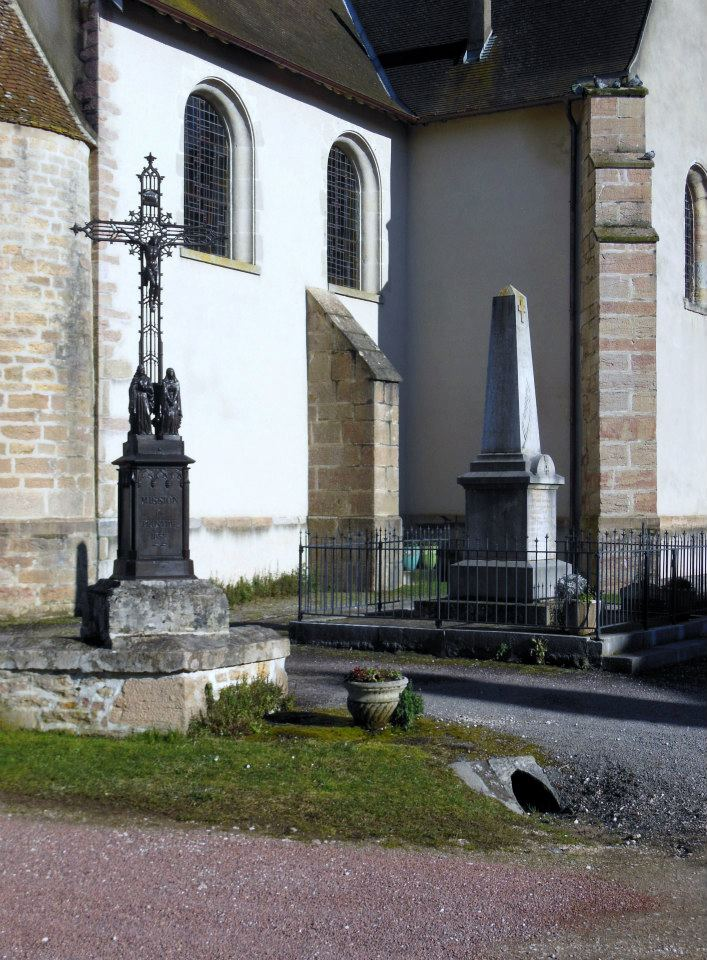
Flurkreuz und Mahnmal an der Kirche Saint-Sébastien